# CL Возничего
CL Возничего (лат. CL Aurigae) — тройная звезда в созвездии Возничего на расстоянии приблизительно 3330 световых лет (около 1021 парсека) от Солнца. Видимая звёздная величина звезды — от +13,01m до +11,7m.
Пара первого и второго компонентов — двойная затменная переменная звезда типа Алголя (EA). Орбитальный период — около 1,2444 суток.

## Характеристики
Первый компонент — белая звезда спектрального класса A0. Радиус — около 3,09 солнечных, светимость — около 17,616 солнечных. Эффективная температура — около 6729 К.
Третий компонент — оранжевая звезда спектрального класса K2.  Масса — не менее 0,79 солнечной. Орбитальный период — около 7910 суток (21,7 лет).